# 烏壘
烏塁（うるい、烏壘、簡体字：乌垒）は、中国西域のオアシス国家の亀茲に過去存在した地域、西域古国の一つ。現在の中華人民共和国新疆ウイグル自治区バインゴリン・モンゴル自治州ブグル県（輪台県）チェディヤ郷（策達雅郷）南部の東側の地域にあった。前漢は都尉1名、訳長（通訳）1名を置き、110世帯・住民1200人、兵士300人がいた。渠犁（コルラ）まで南へ330里の位置にあった。
前漢の宣帝の神爵2年（紀元前60年）に「西域」を統括する西域都護府をこの地に設置し、鄭吉を西域都護に任命し駐在させた。
その後新の時代には西域都護が廃止され、中国からの交通が途絶えて亀茲に西域諸国が復活していたが、後漢の永元3年（91年）に亀茲から分割する形で烏塁国となった。